# Elizabeth Abbott
Elizabeth Abbott (ur. 1942) – kanadyjska historyk i pisarka. Specjalizuje się w historii kultury, historii gender i historii Haiti.
Zajmuje się problemami kobiet, sprawiedliwością społeczną, sposobem traktowania zwierząt oraz środowiskiem.
Jest absolwentką Uniwersytetu McGilla, gdzie uzyskała doktorat z historii XIX wieku. 
Jej dorobek pisarski był tłumaczony na 20 języków obcych. Książka Historia małżeństwa znalazła się w finale Nagrody Literackiej Gubernatora Generalnego w 2010 r. w kategorii angielskiego non-fiction.

## Twórczość
- Tropical Obsession: A Universal Tragedy in Four Acts Set in Haiti, 1986
- Haiti: The Duvaliers and their Legacy, 1988
- A History of Celibacy, 1999
- A History of Mistresses, 2003
- Sugar: A Bittersweet History, 2008
- A History of Marriage, 2010
- Haiti: A Shattered Nation, 2011